# Kaule (Bagmati)
Kaule ist ein Gebirgsort und ein Village Development Committee (VDC) in den nepalesischen Midhills, der circa 25 Kilometer nordwestlich von der nepalesischen Hauptstadt Kathmandu am Rande des Kathmandutals liegt. In der Nähe, östlich des Ortes, befindet sich der Shivapuri-Nagarjun-Nationalpark.

## Geographie
Kaule liegt an einem Gebirgspass in den nepalesischen Midhills, in 1860 Meter Höhe, im Distrikt Nuwakot, der in der zentralnepalesischen Verwaltungszone Bagmati liegt.

## Einwohner
Laut einer Bevölkerungszählung im Jahr 2001, dem Nepal Census 2001, lebten damals 2976 Menschen in 605 Einzelhaushalten in Kaule. Die Bewohner sind hauptsächlich Tamang. Vereinzelt leben im Ort auch Sherpa und Newar. Neben überwiegend Buddhisten, gibt es im Dorf auch einige Hindus und Christen. Der Ort hat eine kleine christliche Kirche.
Bei der Volkszählung 2011 hatte Kaule 2993 Einwohner (davon 1346 männlich) in 739 Haushalten.

## Wirtschaft
In und um Kaule wird vor allem Landwirtschaft betrieben. Es werden unter anderem Mais, Reis, Weizen und Gemüse, wie z. B. Rettich, Tomaten, Kohl, Kartoffeln und Chili angebaut. Die gemeinnützige japanische Organisation Japan  International Cooperation Agency (JAICA) hat in Kaule vor einigen Jahren Erdbeeranbau eingeführt. Daher gibt es große Monokulturflächen mit Erdbeeranbau und die Gegend ist für deren Anbau bekannt.

### Besonderheiten
In der Vergangenheit gab es bereits einige Entwicklungshilfe-Projekte in Kaule, die den Familien des Ortes ermöglichen sollten von der üblichen Subsistenzwirtschaft zur Agroforstwirtschaft zu wechseln. Von den interessierten Familien aus dem Dorf hat sich allerdings nur eine Familie in der Agroforstwirtschaft etabliert. Diese erzielt laut dem deutschen Entwicklungshilfeverein Kaule e.V. ein höheres Einkommen als die anderen Familien im Ort. Seit 2007 betreibt Kaule e.V. ein Agroforstwirtschaft-Projekt, an dem fünfzehn Bauern aus dem Ort teilnehmen.